# 4649 Сумото
4649 Сумото (4649 Sumoto) — астероїд головного поясу, відкритий 20 грудня 1936 року.
Тіссеранів параметр щодо Юпітера — 3,286.
Названо на честь Сумото (яп. すもと(洲本) сумото).